# Guitar Slim
Guitar Slim, pseudonimo di Eddie Jones (Greenwood, 10 dicembre 1926 – New York, 7 febbraio 1959), è stato un chitarrista statunitense.

## Biografia
Nato in Mississippi, ha perduto la madre quando aveva cinque anni e venne allevato da sua nonna.
Dopo essere tornato dal servizio militare durante la seconda guerra mondiale, iniziò a suonare nei club intorno a New Orleans e venne introdotto alla chitarra dal band-leader Willie D. Warren.
Intorno al 1950 adottò il nome d'arte Guitar Slim e divenne noto per i suoi spettacoli musicali, in cui indossava abiti dai colori vivaci e si tingeva i capelli per abbinarli. Aveva un assistente che lo seguiva in giro per il pubblico con un cavo per l'amplificatore; ed in alcuni casi cavalcava sulle spalle dello stesso assistente per suonare oppure usciva fuori dai club per suonare in strada.
Ha registrato negli anni '50. Tra le prime sue registrazioni vi è il brano Feelin' Sad, di cui realizzò una cover Ray Charles. Il suo più grande successo è rappresentato dal brano The Things That I Used to Do, uscito nel 1953, prodotto da un giovane Ray Charles e pubblicato dalla Specialty Records di Art Rupe. La canzone divenne uno standard blues e contribuì allo sviluppo della musica soul.
Jones morì di polmonite a New York City all'età di 32 anni.